# Groupe Ionis
Groupe Ionis is een privégroep van hoger onderwijs in Frankrijk. Het werd opgericht in 1980 en had in 2023 meer dan 35.000 studenten en 100.000 alumni. Er zijn 29 extra onderwijsopleidingen in de groep.
In 2010 is het volgens Le Nouvel Économiste de eerste "private operator van het hoger onderwijs."
In België heeft de groep een campus in Brussel.

## Scholen

### Technische hogescholen
- Concours Advance
- École pour l'informatique et les techniques avancées
- École pour l'informatique et les nouvelles technologies
- École spéciale de mécanique et d'électricité
- IA Institut
- Institut polytechnique des sciences avancées
- Institut Sup'Biotech de Paris
- E-Artsup
- Epitech Digital
- Epitech Executive
- IONIS School of Technology and Management
- Coding Academy
- SecureSphere by EPITA
- Supinfo
- Web@cademie

### Bedrijfsscholen
- Institut supérieur de gestion
- ISG Luxury Management
- ISG Sport Business Management
- ISG RH
- Institut supérieur européen de gestion group
- ICS Bégué
- Institut supérieur européen de formation par l'action
- MOD'SPE Paris
- XP, the international esport & gaming school

### Anderen
- École des technologies numériques appliquées
- Fondation IONIS
- IONIS 361
- IONISx
- PHG Academy